# Kenneth Bainbridge
Pour les articles homonymes, voir Bainbridge.
Kenneth Bainbridge était un physicien nucléaire, né le 27 juillet 1904 à Cooperstown (New York) et mort le 14 juillet 1996 à Lexington (Massachusetts). Spécialiste des spectromètres de masse, il joua un rôle décisif dans le développement des synchrotrons. Après avoir participé au Projet Manhattan, il se consacra à la promotion de l'enseignement de la physique nucléaire.

## Biographie
Il grandit à New York où il délaissa rapidement son métier d'animateur radio pour commencer des études d'ingénierie électrique au Massachusetts Institute of Technology, où ses expériences contribueront au développement de la télévision.
Il entra ensuite au département de Physique de l'Université de Princeton, où il commença à s'intéresser à la physique nucléaire et développa le spectromètre de masse avant de rejoindre en 1934 le département de Physique de l'Université Harvard. Parallèlement à ses recherches sur le spectromètre, il entama la conception et la construction d'un cyclotron avec l'aide de son collègue et ami Jabez Curry Street (en), ainsi que d'Ernest Orlando Lawrence de l'Université de Berkeley. 

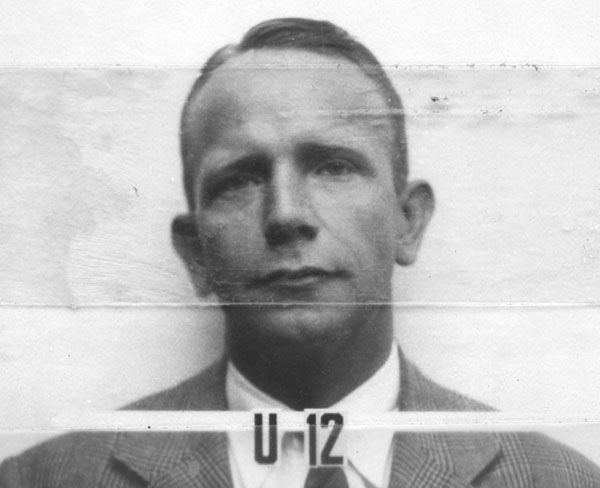
Photo d'identité lors du projet Projet Manhattan

En 1943, le cyclotron fut réquisitionné par l'armée américaine pour servir le Projet Manhattan, à Los Alamos. Il fut démonté et remonté au laboratoire des armes et ne fut jamais retourné à Harvard. 
Bainbridge fut dans le même temps recruté à Los Alamos, au laboratoire des armes nucléaires où, à la demande de George Kistiakowsky et du directeur Robert Oppenheimer, il supervisa l'installation pour la première explosion nucléaire, baptisée Trinity. Dans l'un de ses articles paru dans le Bulletin of Atomic Scientists (1975), il décrivit précisément sa recherche d'un endroit approprié pour les tests, et le succès que fut le test du 16 juillet 1945. Sa remarque à Oppenheimer juste après l'événement, « Now we are all sons of bitches » (Maintenant nous sommes tous des fils de putes), marque le début de son engagement pour mettre fin aux essais d'armes nucléaires et pour garder le contrôle des futurs développements de ce domaine. 
Après la guerre, il retourna à sa vie universitaire et passa l'essentiel de son temps à développer, pour le département de physique d'Harvard, un laboratoire d'enseignement avancé de physique nucléaire. Le nombre d'étudiants dans cette branche crût considérablement après la Seconde Guerre mondiale, où la physique nucléaire acquit une certaine popularité en raison de son rôle dans la victoire. Son terrain d'expérimentation était assez vaste, et dans son aversion pour les recherches sur le développement et les essais d'armes nucléaires, Bainbridge mit en place une structure rattachée à son laboratoire de physique nucléaire chargée de collecter des informations sur les retombées radioactives des essais nucléaires et de les mesurer. Sa recherche personnelle comprend le développement du dispositif de la chambre d'ionisation et la construction d'un spectromètre de masse à double focalisation. Il passa les dernières années de sa vie universitaire à enseigner la physique nucléaire et à améliorer son laboratoire avant de prendre sa retraite en 1975. 
Il fut marié deux fois et eut trois enfants, avant de décéder dans sa maison de Lexington, Massachusetts, le 14 juillet 1996, quelques jours avant son 92e anniversaire.